# Paulică Ion

a Compétitions nationales et continentales officielles uniquement.

b Matchs officiels uniquement.
Dernière mise à jour le 15 juin 2018.
Paulică Ion, né le 10 janvier 1983 à Brăila, est un joueur de rugby à XV qui joue avec l'équipe de Roumanie au poste de pilier. Il évolue en prêt pour l'USA Perpignan en 2013.

## Biographie
Paulică Ion obtient sa première cape internationale le 22 octobre 2003 à l’occasion d’un match contre l'équipe d'Argentine. Il dispute un match comme remplaçant entré en jeu de la Coupe du monde 2003, et trois matchs dans la Coupe du monde 2007. En 2013, il signe un contrat de deux saisons avec l'USA Perpignan.

## Statistiques en équipe nationale
- 74 sélections avec l'équipe de Roumanie,
- 5 points (1 essai)
- Sélections par année : 1 en 2003, 1 en 2004, 5 en 2005, 8 en 2006, 8 en 2007, 6 en 2008, 10 en 2009, 4 en 2010, 6 en 2011, 2 en 2012, 9 en 2013, 8 en 2014, 6 en 2015.